# St. Michael (Heidelberg)

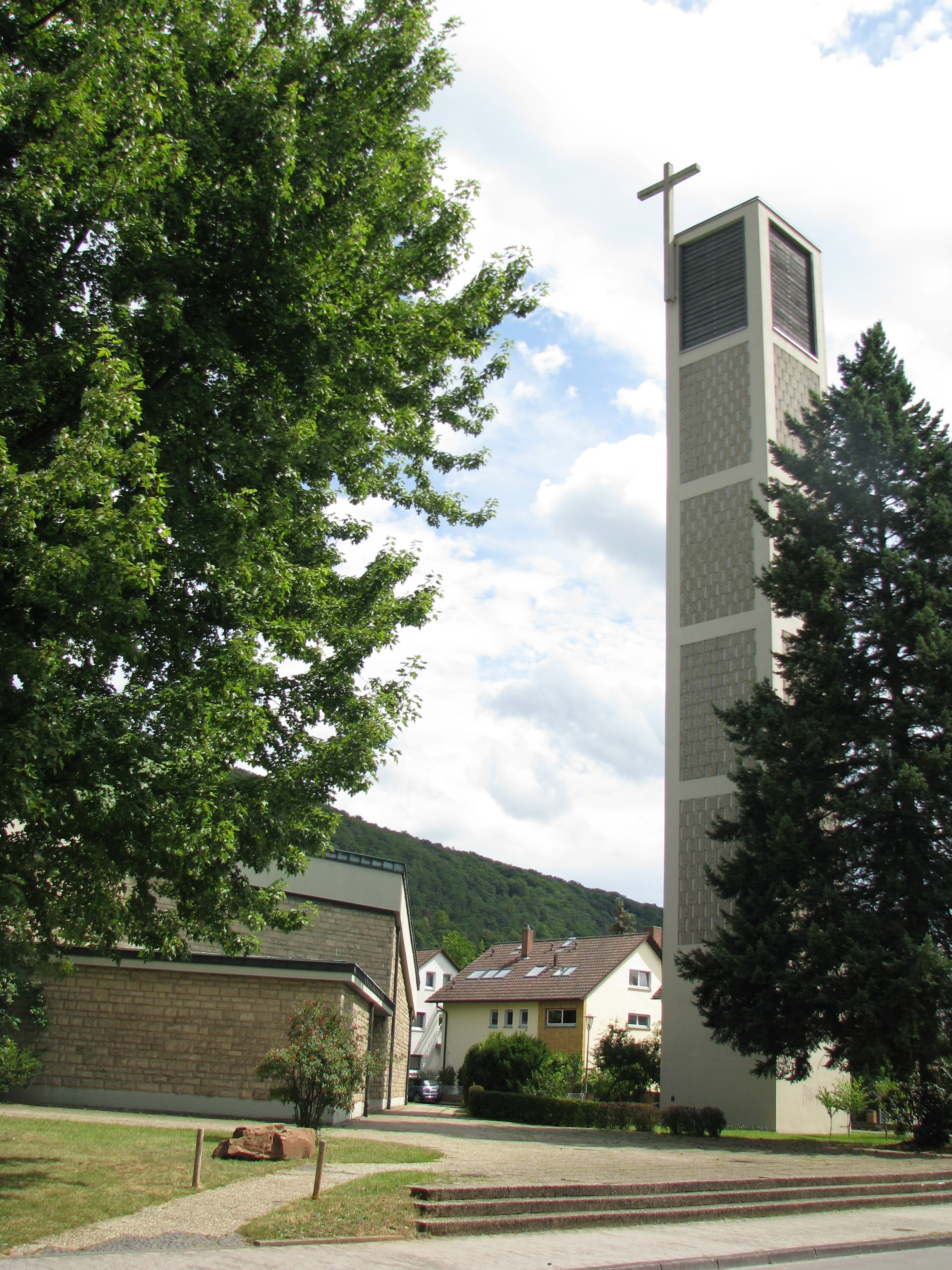
St. Michael von Nordwesten

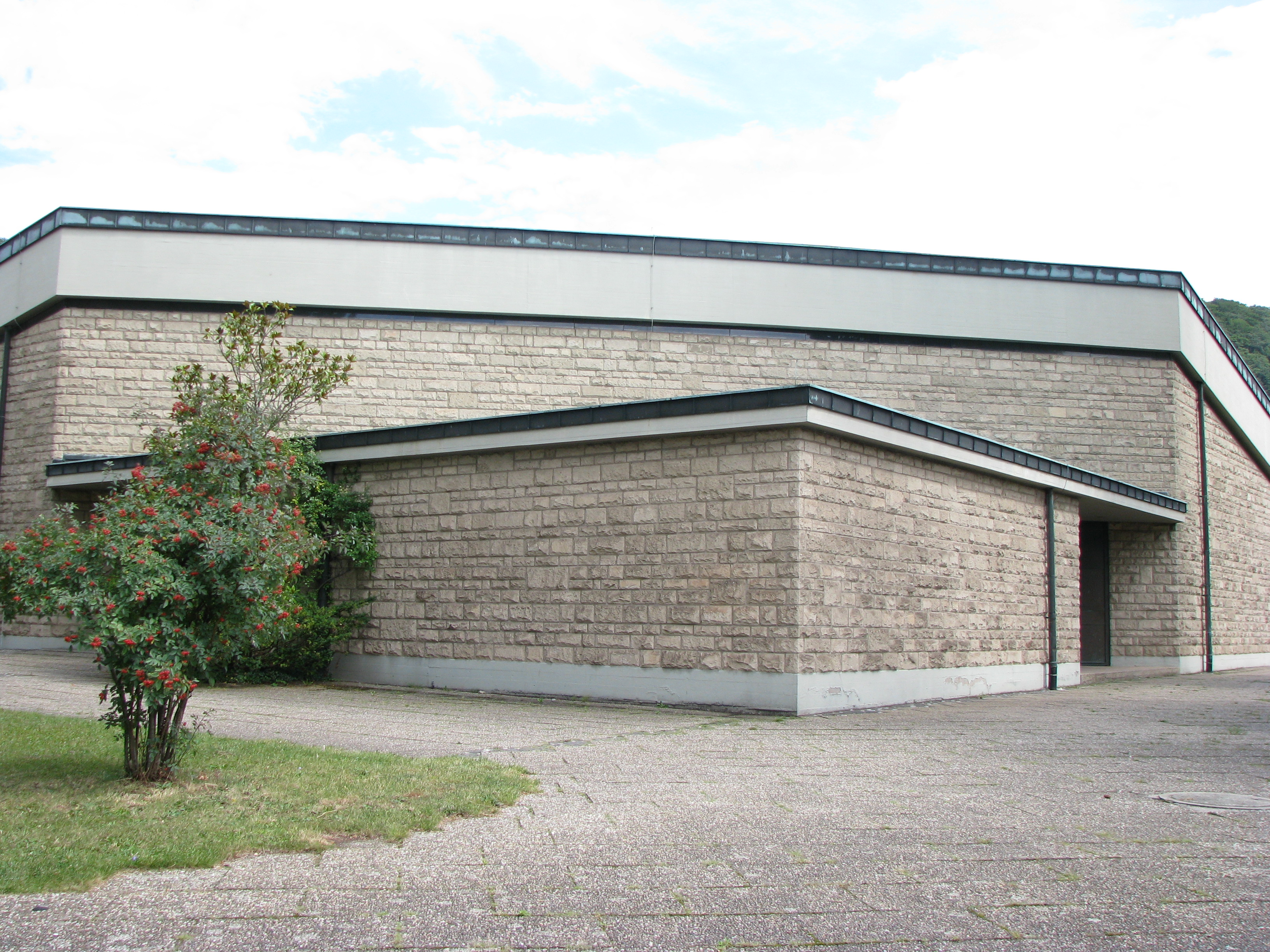
Kirchengebäude von Westen mit der Tauf- und Sakramentskapelle

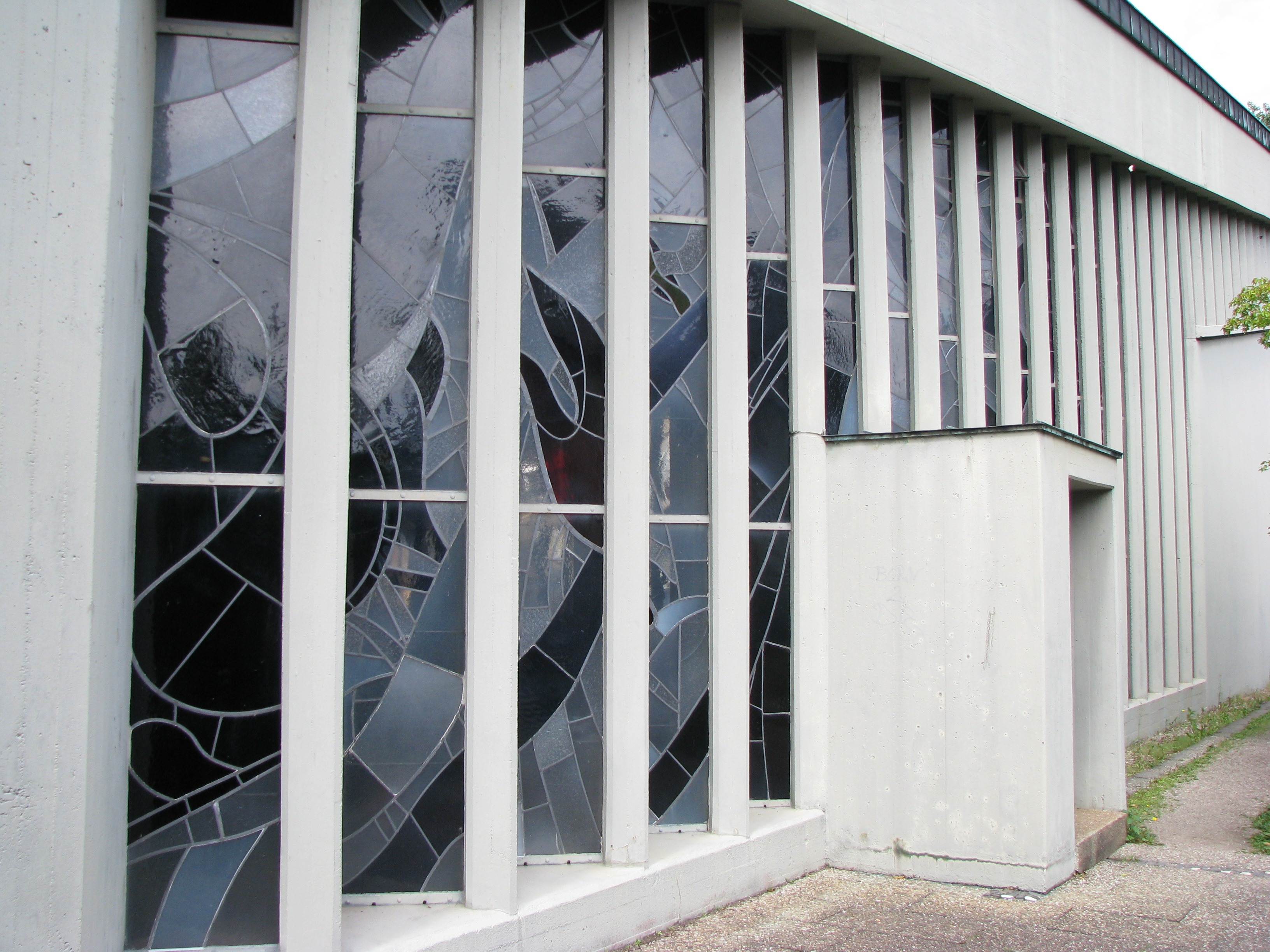
Südöstliche Wand mit Glasfenstern

St. Michael ist eine Kirche der protestantisch-freikirchliche Mosaik-Gemeinde (Freikirche) in der Heidelberger Südstadt. Zu vor war die Kirche eine katholische Pfarrkirche, die 1962/63 erbaut wurde. Sie war dem Erzengel Michael geweiht.

## Geschichte
Die Südstadt ist ein junger Stadtteil Heidelbergs, der erst nach dem Zweiten Weltkrieg angelegt wurde. Die Kirche St. Michael wurde im Neubaugebiet 1962/63 nach Plänen von Manfred Schmitt-Fiebig in Zusammenarbeit mit H. Eisenhauer und H. Haffner errichtet. Der Grundstein wurde am 11. Juni 1962 gelegt.
Die Gemeinde St. Michael wurde 1963 Kuratie und 1970 eine eigenständige Pfarrgemeinde. Ab 2005 bildete sie zusammen mit den Gemeinden St. Albert (Bergheim) und St. Bonifatius (Weststadt) die Seelsorgeeinheit Philipp Neri. Seit 2015 war St. Michael Teil der Gemeinde Philipp Neri. Die Kirche stand zuletzt leer.
Am 16. Juni 2025 wurde bekannt, dass die Kirche an die protestantisch-freikirchliche Mosaik-Gemeinde (Freikirche) verkauft werden soll. Am 28. Juli 2025 fand der letzte katholische Gottesdienst statt, die Kirche wurde entweiht.

## Beschreibung
Die Kirche ist eine Stahlbetonkonstruktion auf einem fünfeckigen Grundriss. Außen ist sie mit Bruchsteinen verkleidet. Der Turm steht als Campanile frei an der Straßenecke neben dem Kirchengebäude. An der Westseite schließt die niedrigere Tauf- und Sakramentskapelle an, die durch ein von Harry MacLean geschaffenes Gitter abgetrennt ist. Die Decke des Kirchenraums steigt nach Osten zum Altar hin an, auch das Gestühl ist von drei Seiten auf die ebenfalls fünfeckige Altarinsel hin ausgerichtet. Hinter dem Altar befindet sich eine von Peter Dreher gestaltete Betonwand mit 12 Rosetten, die die Apostel symbolisieren. Das Kruzifix, die Madonna und die Statue des Erzengels Michael stammen von Gisela Bär. Die beiden zum Altar hin führenden Wände sind über die ganze Höhe mit durch Lamellen getrennten farbigen Glasfenstern versehen, die von Albert Burkart entworfen und von Bernd Gossel ausgeführt wurden.
In Grundriss und Gestaltung unterscheidet sich St. Michael deutlich von der weniger als ein Jahrzehnt zuvor von Schmitt-Fiebig entworfenen neuen St.-Bartholomäus-Kirche in Wieblingen. Der freistehende Altar und die kaum vorhandene Trennung zwischen Altar- und Gemeindebereich nehmen die Liturgiereform des Zweiten Vatikanischen Konzils vorweg. Die Kirche war Vorbild für spätere Kirchenbauten und steht als „typusbildend“ unter Denkmalschutz.

## Aufgabe
St. Michael wurde in den 1960er Jahren in optimistischer Erwartung einer steigenden Zahl von Gläubigen geplant. Zuletzt war die Kirche mit ihren 600 Plätzen für die Pfarrgemeinde mit 1200 Katholiken und durchschnittlich 60 Sonntagsgottesdienstbesuchern viel zu groß und die Kosten für die Gemeinde zu hoch. Daher gab es Überlegungen zur zukünftigen Nutzung der Kirche, die neben Rückbau und Umnutzung auch einen Abriss der denkmalgeschützten Kirche nicht ausschlossen. Im Juli 2025 gaben die Katholiken die St. Michael auf, die Kirche soll an die freikirchliche Mosaikgemeinde übergeben werden.